# Arctic Winter Games
Arctic Winter Games er en international fejring af arktisk sport og kultur. Begivenheden afholdes siden 1970 hvert andet år i en by i området omkring Arktis.

## Baggrund
Arctic Winter Games blev etableret i 1969 under lederskab af Alaskas guvernør Walter J. Hickel, Stuart M. Hodgson, kommissionær for Northwest Territories og kommissæren for Yukon James Smith. Konceptet er at skabe et forum hvor atleter fra arktis kan deltage på deres egne vilkår, på deres egen scene. Ideen kom fra Cal Miller, der var rådgiver for Yukons hold ved Canada Winter Games i 1967.
I 1970 i Yellowknife i Canada deltog 500 atleter, trænere og officials til de første Arctic Winter Games nogensinde. Deltagerne kom fra Northwest Territories, Yukon og Alaska. Siden da har legene været afholdt ved 15 lejligheder på forskellige lokaliteter og med et støt stigende deltagertal fra flere og flere steder. I 2002 blev legene for første gang afholdt i fællesskab mellem to byer. Det var Nuuk i Grønland og Iqaluit i Nunavut.

## Deltagere
I alt ni kontingenter deltog i Arctic Winter Games i 2006. Den gruppe af hold udgjorde også deltagerne ved de tidligere lege.
- Alaska, USA
- Grønland
- Northern Alberta, Canada
- Northwest Territories, Canada
- Nunavik, Quebec, Canada
- Nunavut, Canada
- Lapland (Sápmi) (Norge, Sverige, Finland, Kola-halvøen i Rusland)
- Yamalo-Nenets Autonomous Okrug, Rusland
- Yukon, Canada

## Værtsbyer
Værtsbyerne har primært været i Canada og i USA.
| Year | Host City                 | Country       |
| 1970 | Yellowknife               | Canada        |
| 1972 | Whitehorse                | Canada        |
| 1974 | Anchorage                 | United States |
| 1976 | Schefferville             | Canada        |
| 1978 | Hay River/Pine Point      | Canada        |
| 1980 | Whitehorse                | Canada        |
| 1982 | Fairbanks                 | United States |
| 1984 | Yellowknife               | Canada        |
| 1986 | Whitehorse                | Canada        |
| 1988 | Fairbanks                 | United States |
| 1990 | Yellowknife               | Canada        |
| 1992 | Whitehorse                | Canada        |
| 1994 | Slave Lake                | Canada        |
| 1996 | Chugiak/Eagle River       | United States |
| 1998 | Yellowknife               | Canada        |
| 2000 | Whitehorse                | Canada        |
| 2002 | Nuuk                      | Greenland     |
| 2002 | Iqaluit                   | Canada        |
| 2004 | Wood Buffalo              | Canada        |
| 2006 | Kenai Peninsula Borough   | United States |
| 2008 | Yellowknife               | Canada        |
| 2010 | Grande Prairie            | Canada        |
| 2012 | Whitehorse                | Canada        |
| 2014 | Fairbanks                 | United States |
| 2016 | Nuuk                      | Greenland     |
| 2018 | Hay River/Fort Smith      | Canada        |
| 2020 | Whitehorse (aflyst)       | Canada        |
| 2023 | Wood Buffalo              | Canada        |
| 2024 | Matanuska-Susitna Borough | United States |
| 2026 | Yamal-Nenets              | Rusland       |
| 2028 | Northwest Territories     | Canada        |
| 2030 | Nunavut                   | Canada        |
| 2032 | Yukon                     | Canada        |

## Hodgson Trofæet
Hodgson trofæet for fairplay og teamspirit tildeles ved slutningen af hver lege. Trofæet er navngivet efter Stuart Milton Hodgson, tidligere kommissionær i Northwest Territories.
De tidligere vindere af trofæet er:
| Vinder   | År        |
| -------- | --------- |
| Alaska   | 1978      |
| Yukon    | 1980-1988 |
| Alaska   | 1990      |
| NWT      | 1992      |
| Grønland | 1994      |
| NWT      | 1996      |
| Yukon    | 1998      |
| Nunavut  | 2000      |
| Grønland | 2002      |
| Nunavut  | 2004      |
| Alaska   | 2006      |
| Nunavut  | 2008      |
| Alaska   | 2010      |
| Nunavut  | 2012      |
| Grønland | 2014      |
| Alaska   | 2016–2018 |